# BMW Central Building
BMW Central Building — центральное здание завода BMW, расположенное Лейпцигe, Германия. Построено по проекту архитектора и лауреата Притцкеровской премии Захи Хадид.

## История
На этапе проектирования был проведен международный конкурс на выбор дизайна завода, включая ландшафтный дизайн окружающей среды. Более 200 архитектурных фирм со всего мира подали заявки на участие в конкурсе в сентябре 2001 года. Двадцать четыре архитектора были окончательно отобраны для участия, и девять получили возможность принять участие во втором этапе конкурса.
22 марта 2002 года жюри, состоящее из профессиональных судей и экспертов по недвижимости, единогласно проголосовало за дизайн, разработанный командой Захи Хадид, Патрика Шумахера и Гросса. Макс

## Производство
По состоянию на 2023 год, на предприятии работают около 5300 сотрудников.
На сегодняшний день ежедневно с конвейера сходит около 1000 автомобилей, в настоящее время это BMW 1-й серии, BMW 2-й серии Gran Coupé и BMW 2-й серии Active Tourer.